# Käte Nevill
Käte Nevill (geboren 29. April 1892 in Breslau als Käthe Lewin; gestorben 5. Juli 1972 in Gauting) war eine deutsche Schauspielerin und Schauspiellehrerin.

## Leben
Käthe Lewin machte aus ihrem Familiennamen den Künstlernamen Nevill. Sie begann ihre Theaterkarriere in Max Reinhardts Ensemble in Berlin. Sie heiratete 1921 den Schauspieler Hans Schweikart (1895–1975) und ging 1923 mit ihm an die Münchner Kammerspiele. Die Ehe mit Schweikart wurde 1928 geschieden.
In München gründete sie eine eigene Schauspielschule. Nevill war in zweiter Ehe mit dem Schriftsteller und Übersetzer Erich Noether (1890–1977) verheiratet. Nach der Machtübergabe an die Nationalsozialisten 1933 emigrierten beide nach Italien. Es ist unklar, ob sie in der Folgezeit nach Palästina emigrierten.
Nach dem Zweiten Weltkrieg kehrte sie 1951 in die Bundesrepublik Deutschland zurück und arbeitete als Schauspiellehrerin an der Otto-Falckenberg-Schule in München, wo sie stellvertretende Schulleiterin wurde. Krankheitsbedingt machte sie von 1958 bis 1961 eine Pause und war dann nochmals stellvertretende Leiterin. 